# Parasaphodes
Parasaphodes is een geslacht van vliesvleugeligen uit de familie Pteromalidae. De wetenschappelijke naam van dit geslacht is voor het eerst geldig gepubliceerd in 1906 door Schulz.

## Soorten
Het geslacht Parasaphodes omvat de volgende soorten:
- Parasaphodes flavipes (Ashmead, 1904)
- Parasaphodes iceryae (Ashmead, 1904)
- Parasaphodes japonicus (Ashmead, 1904)
- Parasaphodes townsendi (Ashmead, 1905)